# 彭伯頓鎮區 (新澤西州)
彭伯頓鎮區（英語：Pemberton Township）是位於美國新澤西州伯靈頓縣的一個鎮區。

## 地方資料
彭伯頓鎮區的面積為162.61平方千米，當中陸地面積為159.43平方千米，而水域面積為3.18平方千米。根據2020年美國人口普查的數據，當地共有人口26903人，而人口密度為每平方千米165.44人。